# Díploe

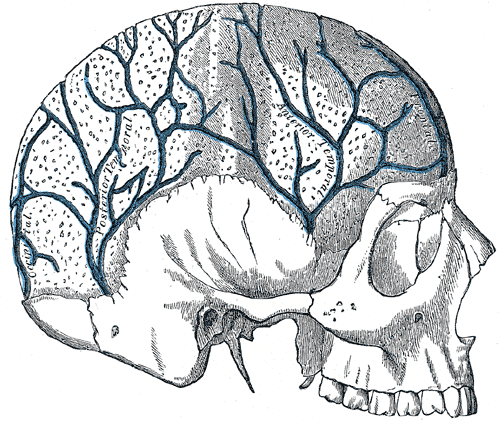
Venes del díploe quan es treu la capa exterior del crani.

El díploe és un os esponjós entre dues capes d'os compacte més durs.
És el cas dels ossos cranials, les capes de teixit esponjós intermedi. En certes regions del crani, esdevé absorbit i deixa espais buits que són emplenats per líquids.
El mot prové de l'adjectiu del grec antic διπλόος, -η, -ον, ‘doble, duplicat’.